# Институт динамики сложных технических систем Общества Макса Планка
Институт динамики сложных технических систем Общества Макса Планка (нем. Das Max-Planck-Institut für Dynamik komplexer technischer Systeme) — это исследовательское учреждение, спонсируемое Обществом Макса Планка и базирующееся в Магдебурге, Германия.

## История
Институт был основан в 1996 году и является первым институтом Общества Макса Планка, который занимается преимущественно вопросами инженерных наук.

## Структура
Институт разделен на девять специализированных групп:
- Биотехнологическая инженерия[6]
- Численные методы в системах и теории управления[7]
- Физико-химические основы технологии процесса[8]
- Технологические процессы[9]
- Синтез процессов и динамика процессов
- Анализ и редизайн биологических сетей
- Молекулярное моделирование и дизайн
- Электрохимическое преобразование энергии
- Сокращение и идентификация систем, управляемых данными

Так же в институте работают специализированные исследовательские группы:
- Иерархические структуры
- Распределенные системы свойств
- Интегрированные процессы
- Сетевые процессы
- Гибридные и дискретные системы событий
- Теория сетей

## Международная исследовательская школа Макса Планка
В институте совместно с Магдебургским университетом действует «Международная исследовательская школа Макса Планка по передовым методам в технологической и системной инженерии» (нем. International Max Planck Research School for Advanced Methods in Process and Systems Engineering, IMPRS).
Прежнее название школы — «Международная исследовательская школа Макса Планка по анализу, проектированию и оптимизации в химической и биохимической технологии» (нем. International Max Planck Research School for Analysis, Design and Optimization in Chemical and Biochemical Process Engineering). Школа — это англоязычная докторская программа, позволяющая получить структурированную докторскую степень.

## Стипендия Эрнста Дитера Жиля
С 2020 года в честь директора-основателя института Эрнста Дитера Жиля институт присуждает стипендию «Эрнста Дитера Жиля» (нем. Ernst-Dieter-Gilles-Stipendium) молодым ученым после получения докторской степени.

## Внешние ссылки
- Домашняя страница института
- Публикации института на сервере MPG eDoc (библиография)